# Hoger laboratoriumonderwijs
Het hoger laboratoriumonderwijs (hlo) is een voormalige Nederlandse onderwijsvorm. Dit schooltype is in 1986 uit de Wet op het voortgezet onderwijs gehaald en samen met onder andere de hogere technische school (hts) binnen de Wet op het hoger beroepsonderwijs (hbo) gebracht. Een hlo-instelling had als primaire taak om studenten op te leiden voor onderzoeksfuncties in laboratoria of ziekenhuizen. 
Veel van de opleidingen die werden aangeboden op het hlo zijn nog steeds te volgen via een hogeschool, enkele voorbeelden hiervan zijn:
- Biologie en Medisch Laboratoriumonderzoek (BML)
- Bio-informatica
- Chemie

Samen met de hogere technische school (hts), het hoger economisch en administratief onderwijs (heao) en het pedagogisch, artistiek, agrarisch, paramedisch en sociaal hoger onderwijs valt het hlo nu onder de noemer van het hoger beroepsonderwijs (hbo). De term hlo wordt in de volksmond nog steeds gebruikt om te verwijzen naar laboratoriumopleidingen op hbo-niveau
Toelating was mogelijk met een diploma van het mlo of mbo (niveau 4), havo of vwo.

## Hoger laboratoriumonderwijs in Nederland
De volgende hogescholen in Nederland verzorgen hogere laboratoriumopleidingen:
- Avans Hogeschool in Breda
- Fontys Hogeschool Toegepaste Natuurwetenschappen in Eindhoven
- Hanzehogeschool in Groningen
- Hogeschool van Arnhem en Nijmegen
- Hogeschool Drenthe in Emmen
- Hogeschool Inholland in Amsterdam
- Hogeschool Larenstein in Velp
- Hogeschool Leiden
- Hogeschool Rotterdam
- Hogeschool Utrecht
- Hogeschool Zeeland in Vlissingen
- NHL Hogeschool
- Saxion Hogeschool in Enschede
- Saxion Hogeschool IJselland in Deventer
- Zuyd Hogeschool in Heerlen